# Trachycephalus venulosus
The Rana Lechera Comun (Trachycephalus venulosus) là một loài ếch thuộc họ Nhái bén.
Loài này có ở Argentina, Belize, Bolivia, Brasil, Colombia, Costa Rica, Ecuador, El Salvador, Guyane thuộc Pháp, Guatemala, Guyana, Honduras, México, Nicaragua, Panama, Paraguay, Peru, Suriname, Trinidad và Tobago, và Venezuela.
Môi trường sống tự nhiên của chúng là rừng khô nhiệt đới hoặc cận nhiệt đới, rừng ẩm vùng đất thấp nhiệt đới hoặc cận nhiệt đới, vùng cây bụi ẩm khu vực nhiệt đới hoặc cận nhiệt đới, đồng cỏ khô nhiệt đới hoặc cận nhiệt đới vùng đất thấp, sông ngòi, sông có nước theo mùa, hồ nước ngọt, đầm nước ngọt, đầm nước ngọt có nước theo mùa, đất canh tác, vùng đồng cỏ, các đồn điền, vườn nông thôn, các vùng đô thị, rừng trước đây suy thoái nghiêm trọng, khu vực trữ nước, và ao.

## Hình ảnh

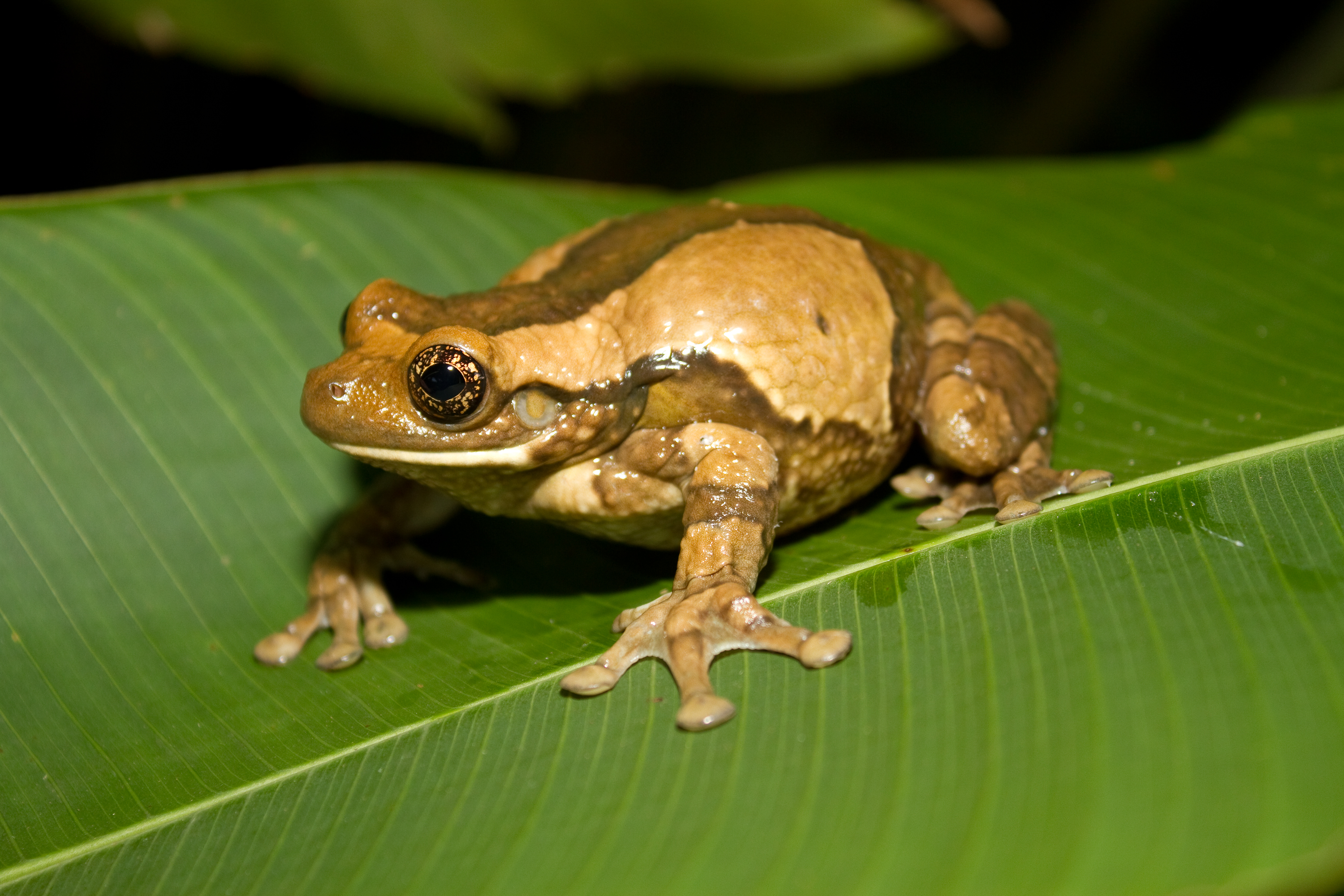
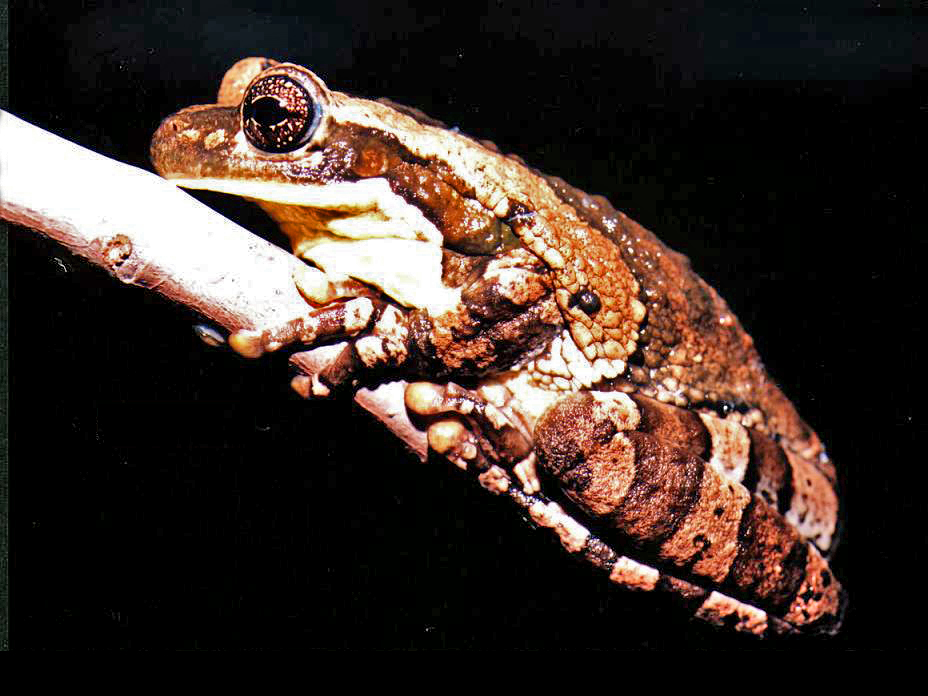
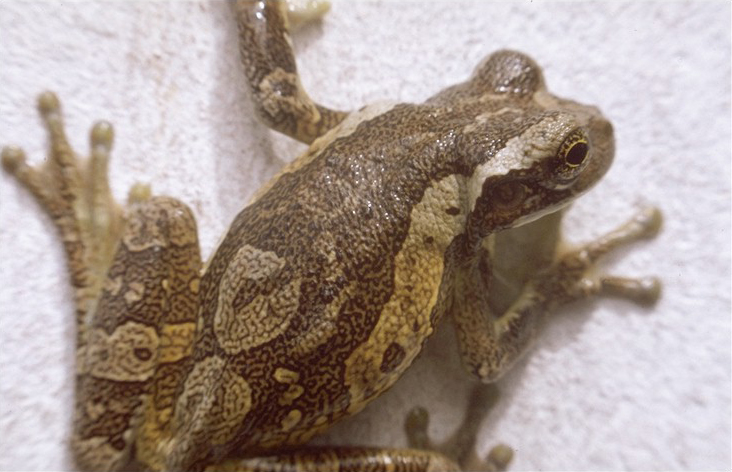
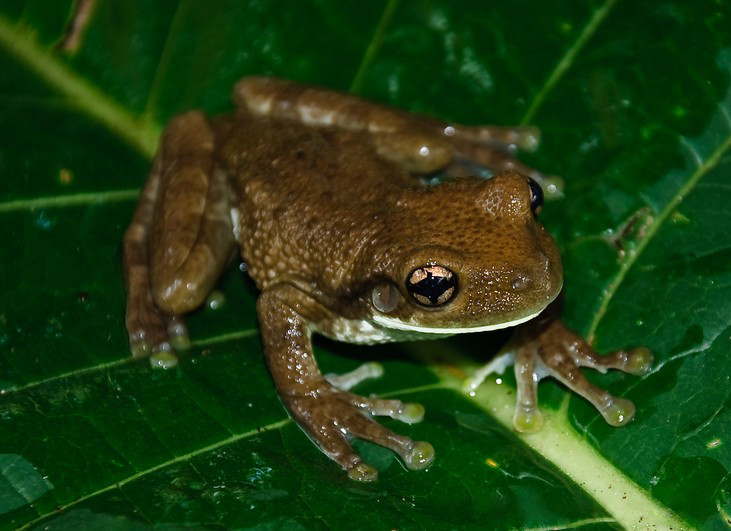